# Trachelomonas
Trachelomonas ist eine Algen-Gattung aus der Ordnung der Euglenida.

## Beschreibung

Trachelomonas lorica
(1)/(5) Geißeln, (2) Lorica, (3) Zellmembran, (4) Augenfleck, (6) Zellkern, (7) Chloroplast

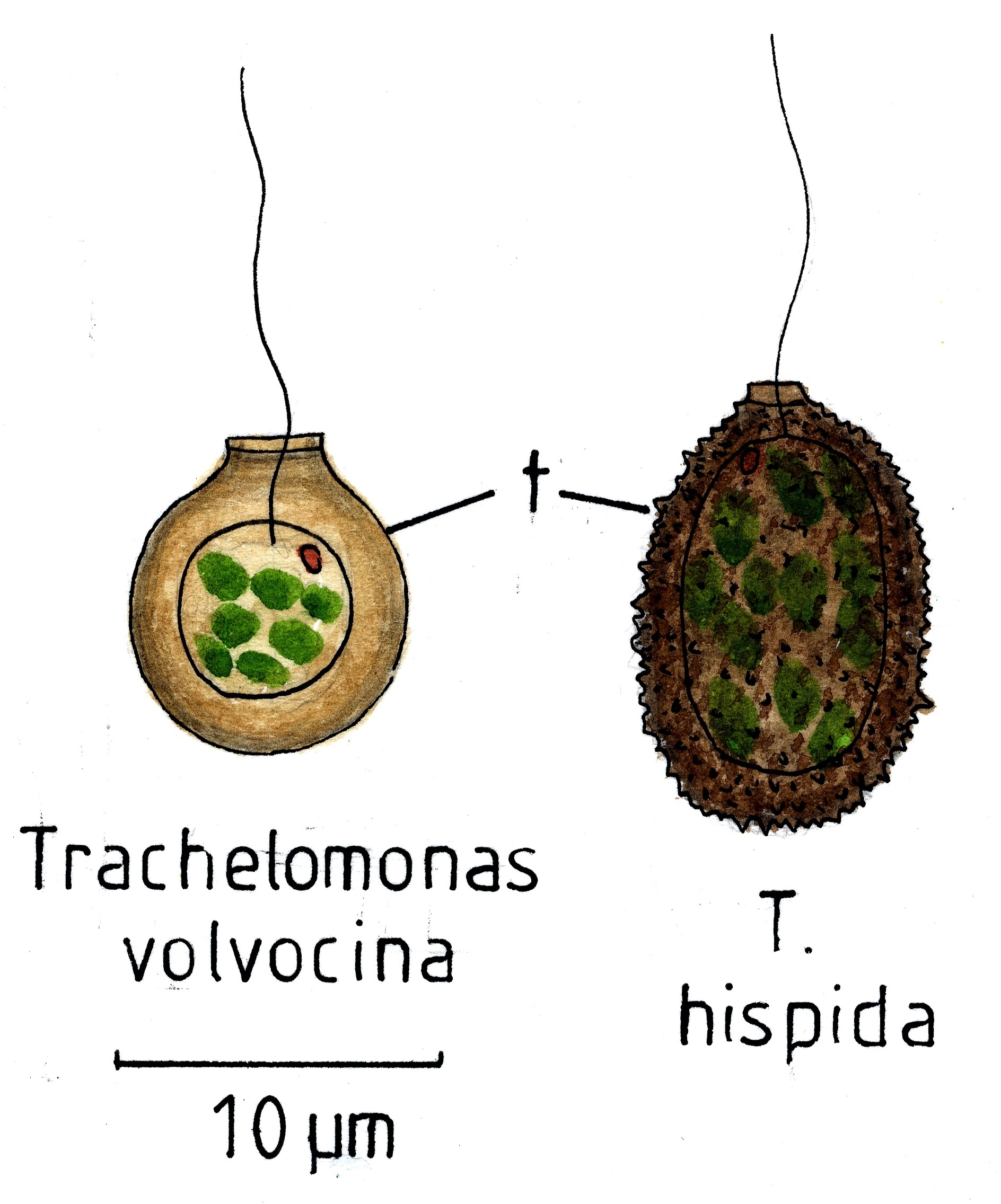
Trachelomonas hspida und T. volvocina, Illustration, t = Theca

Trachelomonas lebt als einzelliger Flagellat mit einer auffällig langen Geißel, die meist mehr als doppelt so lang wie die Zelle ist. Die Zellen erreichen eine Länge von 13 bis 55 µm. Sie enthalten zwei oder mehr randständige, grüne Chloroplasten, oft mit Pyrenoiden und einem extraplastidiären Augenfleck. Umgeben sind die Zellen von einem starren Gehäuse, der sogenannten Lorica. Die Lorica ist rund, elliptisch oder vasenförmig, und kann gelblich, rötlich, bräunlich, oder schwarz gefärbt sein, und ist bei vielen Arten mit Warzen oder Stacheln ornamentiert. Die Austrittsöffnung für die Geißel ist oft als „Kragen“ ausgebildet. Aufgrund von Mangan- und Eisenverbindungen in der Lorica sind die Zellinhalte im Lichtmikroskop oft nicht zu erkennen.

## Fortpflanzung
Die ungeschlechtliche Vermehrung erfolgt durch Zellteilung innerhalb des Gehäuses; eine der beiden Tochterzellen schlüpft durch die Geißelöffnung und bildet eine neue Lorica aus.
Geschlechtliche Fortpflanzung ist nicht bekannt.

## Verbreitung
Trachelomonas lebt im Plankton und über dem Sediment von Kleingewässern, vor allem in organisch belasteten, sauerstoffarmen stehenden Gewässern und Mooren. Die Alge kann Algenblüten bilden, was zur Braunfärbung des Wassers führt.

## Arten (Auswahl)
- Trachelomonas armata
- Trachelomonas caudata
- Trachelomonas euchlora
- Trachelomonas hispida
- Trachelomonas hystrix
- Trachelomonas oblonga
- Trachelomonas volvocina